# РУСАЛ
Об'єднана компанія «РУСАЛ» — російська алюмінієва компанія, один з найбільших в світі виробників первинного алюмінію і глинозему. Сумарна потужність всіх заводів компанії з виплавлення алюмінію - 4,3 млн тонн, з випуску глинозему - 11,5 млн тонн. Основними ринками збуту є Європа, Росія і країни СНД, Північна Америка, Південно-Східна Азія, Японія і Корея. Ключові галузі-споживачі - транспортна, будівельна, пакувальна. Компанія володіє власною інженерно-технологічною базою. Спільно з казахстанським холдингом «Самрук-Казина» РУСАЛ володіє підприємством з розробки розрізу Екибастузського вугільного родовища «Богатир». РУСАЛ володіє 27,8% акцій ГМК «Норільський нікель», найбільшого в світі виробника нікелю та паладію і одного з найбільших виробників платини і міді.
Зареєстрована компанія на британському острові Джерсі. Штаб-квартира компанії розташована в Москві.
Звичайні акції компанії торгуються на Гонконгській фондовій біржі, GDR звертаються на біржі NYSE Euronext в Парижі, РДР[що це?] на акції торгуються на Московській біржі. Акції і РДР здатні конвертуватися один в одного.